# 小行星1606
小行星1606（1606 Jekhovsky）是一颗围绕太阳公转的小行星。1950年9月14日，路易·博耶在阿尔及尔发现了此天体。
該小行星以法國天文學家班傑明·葉霍夫斯基命名。
这颗小行星的绝对星等为142.58435等。